# Осипенко, Виктор Иванович
Виктор Иванович Осипенко (род. 8 января 1991) — российский самбист, призёр чемпионатов России по самбо, обладатель Кубка России, призёр Кубка мира, мастер спорта России международного класса. Воспитанник специализированной детско-юношеской спортивной школы олимпийского резерва по борьбе города Брянска. Выступает во 2-й средней весовой категории. Его тренерами в разное время были С. В. Портнов, Ю. Паршин и Р. П. Зубов.

## Спортивные достижения
- Чемпионат России по самбо 2011 года — ;
- Чемпионат России по самбо 2013 года — ;
- Чемпионат России по самбо 2014 года — ;
- Чемпионат России по самбо 2017 года — ;
- Чемпионат России по самбо 2018 года — ;

## Семья
Старший брат Артём также является известным самбистом.